# Torgny Höjer
Torgny Höjer, född den 14 september 1907 i Stockholm, död den 23 november 1973 i Saltsjöbaden, var en svensk historiker. 
Torgny Höjer av släkten Höjer avlade studentexamen 1926, filosofisk ämbetsexamen vid Stockholms högskola 1932 och filosofie licentiatexamen 1941. Han blev amanuens vid Stockholms stadsarkiv 1930 och var lektor vid universitetet i Greifswald 1934–1936. Höjer var lärare vid Wallin-Åhlinska gymnasiet i Stockholm 1939–1946 och blev lektor vid Saltsjöbadens samskola 1951. Han disputerade för filosofie doktorsgrad 1953 och blev samma år docent vid Stockholms högskola, från 1960 Stockholms universitet. Höjer tilldelades professors namn 1969. Han invaldes som ledamot av Samfundet för utgivande av handskrifter rörande Skandinaviens historia 1952. Höjer vilar på Norra begravningsplatsen utanför Stockholm.